# 美濃手すき和紙の家旧古田行三邸
美濃手すき和紙の家旧古田行三邸（みのてすきわしのいえきゅうふるたこうぞうてい）は岐阜県美濃市にある明治時代の民家であり、博物館である。
美濃市の社会教育系施設であり、美濃市が直接運営する。

## 概要
美濃手すき和紙に関する情報の発信、美濃手すき和紙の振興に資することを目的とする施設である。美濃和紙の紙すき職人であり本美濃紙保存会の会長であった古田行三（1922 - 1994）の住宅兼作業場の寄贈を受け、美濃市が整備。2016年（平成28年）開館。
建物は1872年（明治5年）竣工の木造2階建。。総延床面積は288.44m2。1階は仕事場（紙漉き場）、土間（紙の乾燥のための作業場）、居住スペース（6畳間3室、4.5畳間1室）などがあり、2階は物置と居住スペース（6畳間2室、3畳間1室、4畳間1室）などがあり、物置は楮倉庫の他、養蚕部屋として使用されていた。
美濃手すき和紙に関する資料を展示する施設の紙すきの家、紙すきが出来る施設の紙すき工房がある。紙すき工房の利用はは美濃市の住民かつ美濃手すき和紙協同組合に所属する者であるなど、一定の条件がある。

## 利用案内
- 開館時間：10:00 - 16:00
- 開館日：土曜日、日曜日、祝日（12月から2月は閉館）

## 交通アクセス

### 自動車
- 東海北陸自動車道美濃IC」より車で約20分。

### 公共交通機関
- 岐阜バス牧谷線「蕨生大島」バス停下車、徒歩約3分。

## 周辺施設
- 美濃和紙の里会館
- 美濃市立牧谷小学校
- 下牧郵便局